# Cantagalo (Sao Tomé en Principe)
Cantagalo is een district in het oosten van het tot Sao Tomé en Principe behorende eiland Sao Tomé, ook Ilhéu de Santana behoort tot het district.

## Geografie
Cantagalo heeft een oppervlakte van 119 km² en 18.194 inwoners (2012). De hoofdstad van het district is Santana. Het district wordt in het westen begrensd door Caué en in het noorden door Mé-Zóchi. Het district is verder opgedeeld in twee subdistricten: Santana, en Ribeira Afonso.
Cantagalo levert zeven zetels in de Assembleia Nacional.

## Bevolkingsontwikkeling
| Jaar | Inwoners | Aandeel totale bevolking |
| ---- | -------- | ------------------------ |
| 1940 | 7.854    | 12,9%                    |
| 1950 | 8.568    | 14,2%                    |
| 1960 | 9.758    | 15,2%                    |
| 1970 | 9.697    | 13,1%                    |
| 1981 | 10.435   | 10,8%                    |
| 1991 | 11.433   | 9,7%                     |
| 2001 | 13.258   | 9,6%                     |
| 2006 | 14.681   | 9,7%                     |
| 2012 | 18.194   | 9,7%                     |

## Sport
Enkele voetbalclubs die hun thuisbasis hebben in Cantagalo zijn Santana FC en UDESCAI.
Provincies: Sao Tomé (Sao Tomé) · Principe (Santo António)
Districten: Água Grande (Sao Tomé) · Cantagalo (Santana) · Caué (São João dos Angolares) · Lembá (Neves) · Lobata (Guadalupe) · Mé-Zóchi (Trindade) · Pagué (Santo António)
Eilanden: Ilhéu Bom Bom · Ilhéu das Cabras · Ilhéu Caroço · Principe · Ilhéu das Rolas · Ilhéu de Santana · Sao Tomé · Tinhosa Grande · Tinhosa Pequena